# Matamoras (Ohio)
Matamoras és una vila dels Estats Units a l'estat d'Ohio. Segons el cens del 2000 tenia 957 habitants.

## Demografia
Segons el cens del 2000, Matamoras tenia 957 habitants, 413 habitatges, i 265 famílies. La densitat de població era de 1.026,4 habitants per km².
Dels 413 habitatges en un 28,1% hi vivien nens de menys de 18 anys, en un 47,7% hi vivien parelles casades, en un 14,3% dones solteres, i en un 35,8% no eren unitats familiars. En el 32,9% dels habitatges hi vivien persones soles el 17,7% de les quals corresponia a persones de 65 anys o més que vivien soles. El nombre mitjà de persones vivint en cada habitatge era de 2,32 i el nombre mitjà de persones que vivien en cada família era de 2,94.
Per edats la població es repartia de la següent manera: un 24,3% tenia menys de 18 anys, un 9,5% entre 18 i 24, un 25,4% entre 25 i 44, un 23,9% de 45 a 60 i un 16,8% 65 anys o més.
L'edat mediana era de 38 anys. Per cada 100 dones de 18 o més anys hi havia 80,1 homes.
La renda mediana per habitatge era de 25.655 $ i la renda mediana per família de 30.903 $. Els homes tenien una renda mediana de 34.205 $ mentre que les dones 15.284 $. La renda per capita de la població era de 13.413 $. Aproximadament el 24,1% de les famílies i el 29,3% de la població estaven per davall del llindar de pobresa.

## Poblacions properes
El següent diagrama mostra les poblacions més properes.